# Campylaspis papillata
Campylaspis papillata är en kräftdjursart som beskrevs av Lomakina 1952. Campylaspis papillata ingår i släktet Campylaspis och familjen Nannastacidae. Inga underarter finns listade i Catalogue of Life.